# Saint-Jean-de-Valériscle
Saint-Jean-de-Valériscle is een gemeente in het Franse departement Gard (regio Occitanie) en telt 715 inwoners (2005). De plaats maakt deel uit van het arrondissement Alès.

## Geografie
De oppervlakte van Saint-Jean-de-Valériscle bedraagt 8,2 km², de bevolkingsdichtheid is 87,2 inwoners per km².

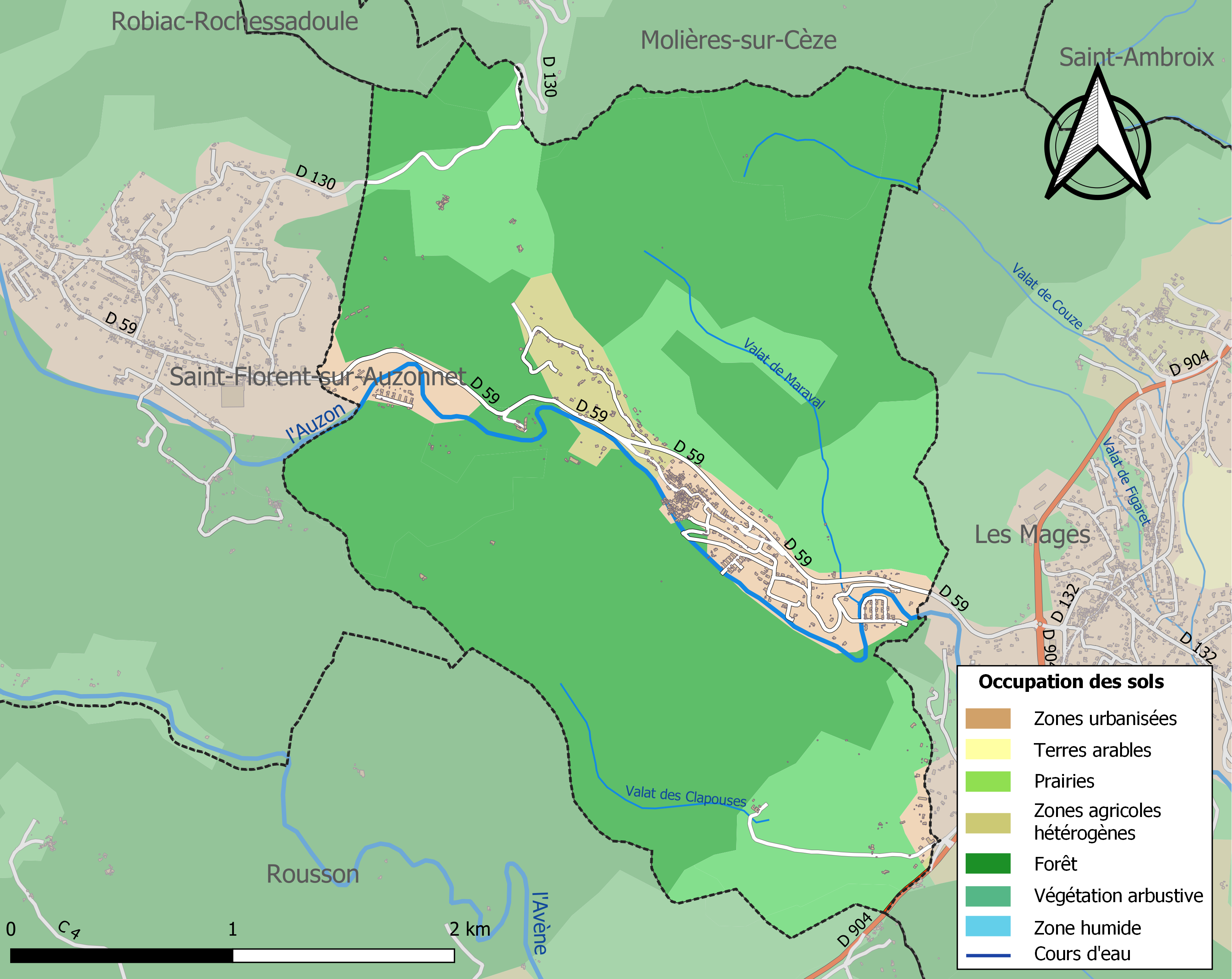
Kaart van de gemeente met de belangrijkste infrastructuur, bodemgebruik en omliggende gemeenten

## Demografie
Onderstaande figuur toont het verloop van het inwonertal (bron: INSEE-tellingen).

## Geboren
- Geneviève de Gaulle-Anthonioz (1920-2002), verzetsstrijdster en activiste voor de mensenrechten